# Sonnensee (Hannover)
Der Sonnensee ist ein Baggersee in Hannover im Stadtteil Misburg. Er ist Bestandteil einer vereinseigenen Sport- und Freizeitanlage.
Der See liegt drei Kilometer nordöstlich des Mittellandkanals auf dem Gelände des Altwarmbüchener Moores. Er erstreckt sich langgezogen von Nordosten nach Südwesten und hat eine Länge von 720 Metern, seine Breite beträgt fast auf der ganzen Fläche 200 Meter.
Der Ortsteil Misburg liegt zwei Kilometer südwestlich des Sees und erschließt das See-Gelände über eine befestigte Straße, die kurz vor Erreichen des Sees die ost-westlich verlaufende Bundesautobahn 2 überquert und weiter in das dichtbewaldete Naturschutzgebiet des Altwarmbüchener Moores führt.
Nach Nordwesten und Norden hin umschließt den See ein etwa 50 Meter hoher Höhenrücken, der das Seegebiet von der 500 Meter entfernten Zentraldeponie Hannover abgrenzt. Der Höhenrücken besteht in seinem Kern aus Deponierückständen, ist jedoch von Anschüttungsmaterial überlagert und heute bewaldet; er soll in naher Zukunft als Naherholungsgebiet für die Öffentlichkeit freigegeben werden.
In einer Entfernung von je zwei Kilometern vom Sonnensee verläuft von Südwesten nach Nordosten die Bundesautobahn 37, und von Südosten nach Nordwesten die Bundesautobahn 7, die sich drei Kilometer nördlich des Sonnensees im Autobahnkreuz Hannover/Kirchhorst überqueren.
Der See ist ringsum von einem schmalen Schilfgürtel umstanden, der jedoch immer wieder durch Badestellen unterbrochen ist; im südlichen Teil befindet sich außerdem ein ausgedehnter Sandstrand und ein Kleinkind-Sandstrand. Das Gelände um den See herum befindet sich seit 1947 im Besitz des BffL (Bund für Familiensport und freie Lebensgestaltung e. V.), der die gesamte Fläche als Naturismus-Campinggelände nutzt. Auf der Gesamtfläche stehen hunderte von fest installierten Wohnwagen der Mitglieder, einige Wiesenflächen sind darüber hinaus auch für Gäste vorgesehen.
Der See entstand 1962 beim Bau vom Autobahnkreuz Hannover-Ost, als für die Aufschüttungen des Kreuzes große Mengen Kies benötigt wurden, die der Verein aus seinem 64 ha großen Vereinsgelände zur Verfügung stellte. Übrig blieb ein 16 ha großer vom Grundwasser durchströmter Baggersee ohne direkten Zufluss, der das Herzstück des BffL-Freizeitparks bildet.

## Bilder

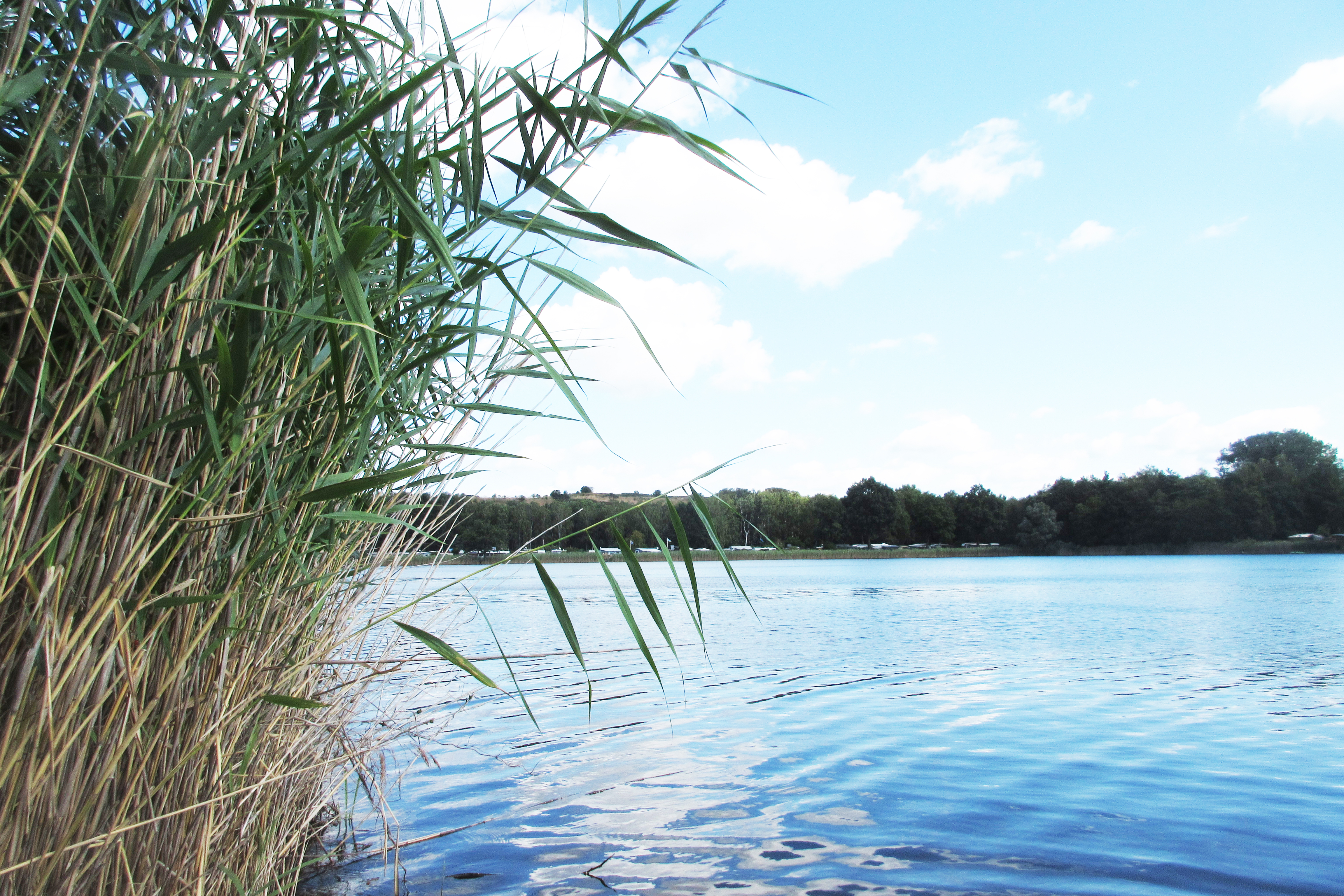
Blick vom Ufer auf den See
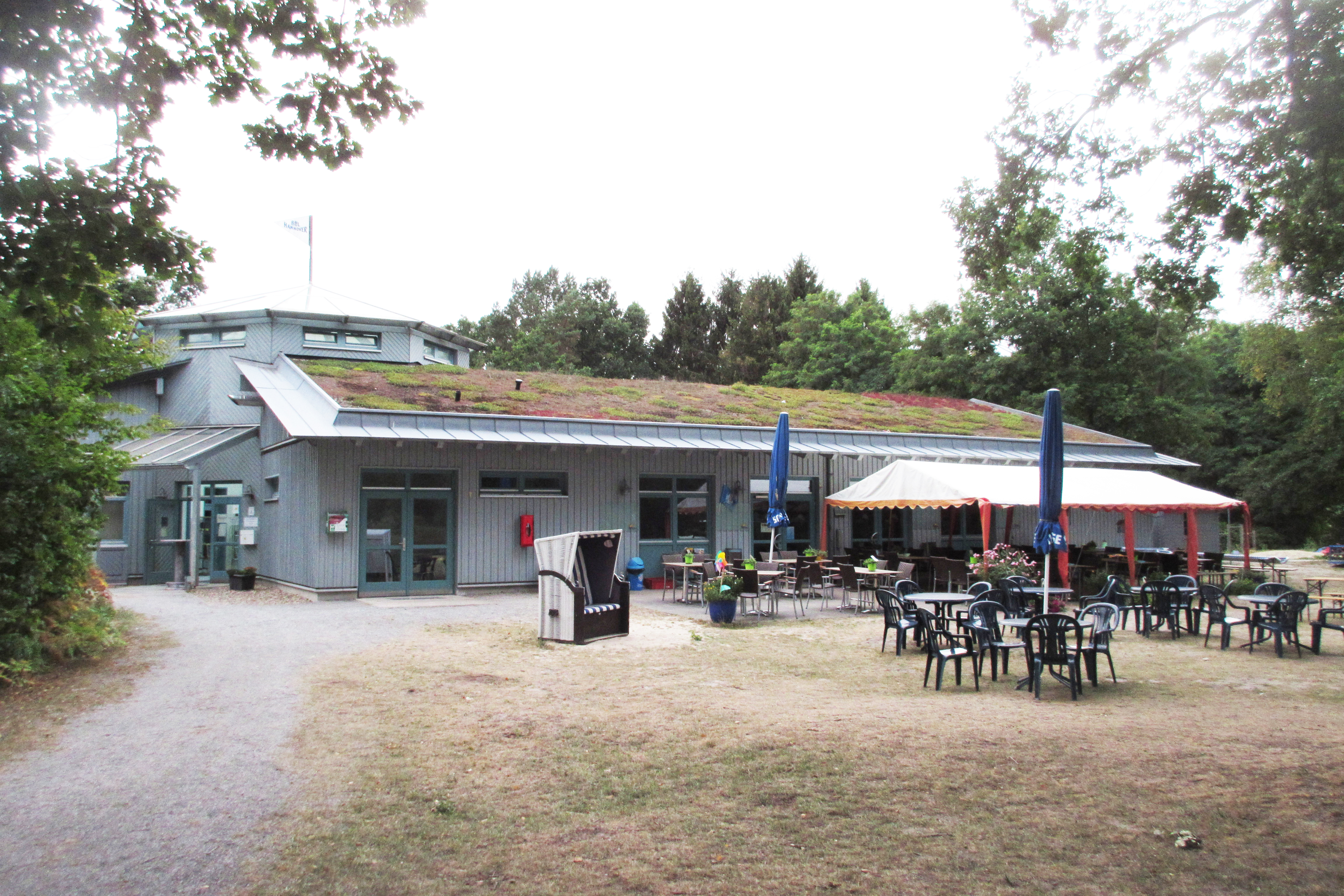
Vereinsheim mit Sonnensee-Terrasse